# Hiosciamină
Hiosciamina este un alcaloid tropanic care se poate găsi în planta ciumăfaie  (Datura stramonium) în  Atropa belladonna  și mai ales în Hyosciamus niger (măselariță), toate aceste trei specii aparținând familiei solanaceelor. Este o substanță toxică antagonistă aceticolinei prin blocarea receptorilor de acetilcolină, fiind deci un anticolinergic. În medicină este folosit ca parasimpatolitic, spasmolitic, midriatic și ca antidot în unele intoxicații cu pesticide. Este izomerul levo al atropinei.